# 胡中强
胡中强（1967年1月—），贵州六盘水人，中共党员，中将军衔，毕业于六盘水师范学院（原六盘水师范专科学校）85届生命科学系生物专业。现任中国人民解放军南部战区副司令员兼南部战区陆军司令员。

## 人物履历
1982年9月—1985年6月，六盘水师范专科学校（今六盘水师范学院）生物专业学习； 
中国人民解放军成都军区445团团长；
中国人民解放军成都军区37师110团团长；
中国人民解放军成都军区37师参谋长； 
中国人民解放军成都军区37师师长； 
中国人民解放军第13集团军参谋长； 
2016年6月—2017年3月，中国人民解放军第14集团军军长； 
2017年3月—2021年12月，陆军第73集团军军长；
2021年12月—2023年，武警部队副司令员。
2023年5月—，南部战区副司令员兼南部战区陆军司令员。

## 任免信息
2017年7月24日晚间，央视播出的大型政论专题片《将改革进行到底》第八集《强军之路》（下）披露了“史上最牛军改”推进过程中的一些细节。胡中强已任中国人民解放军第73集团军军长。